# Richie Arndt

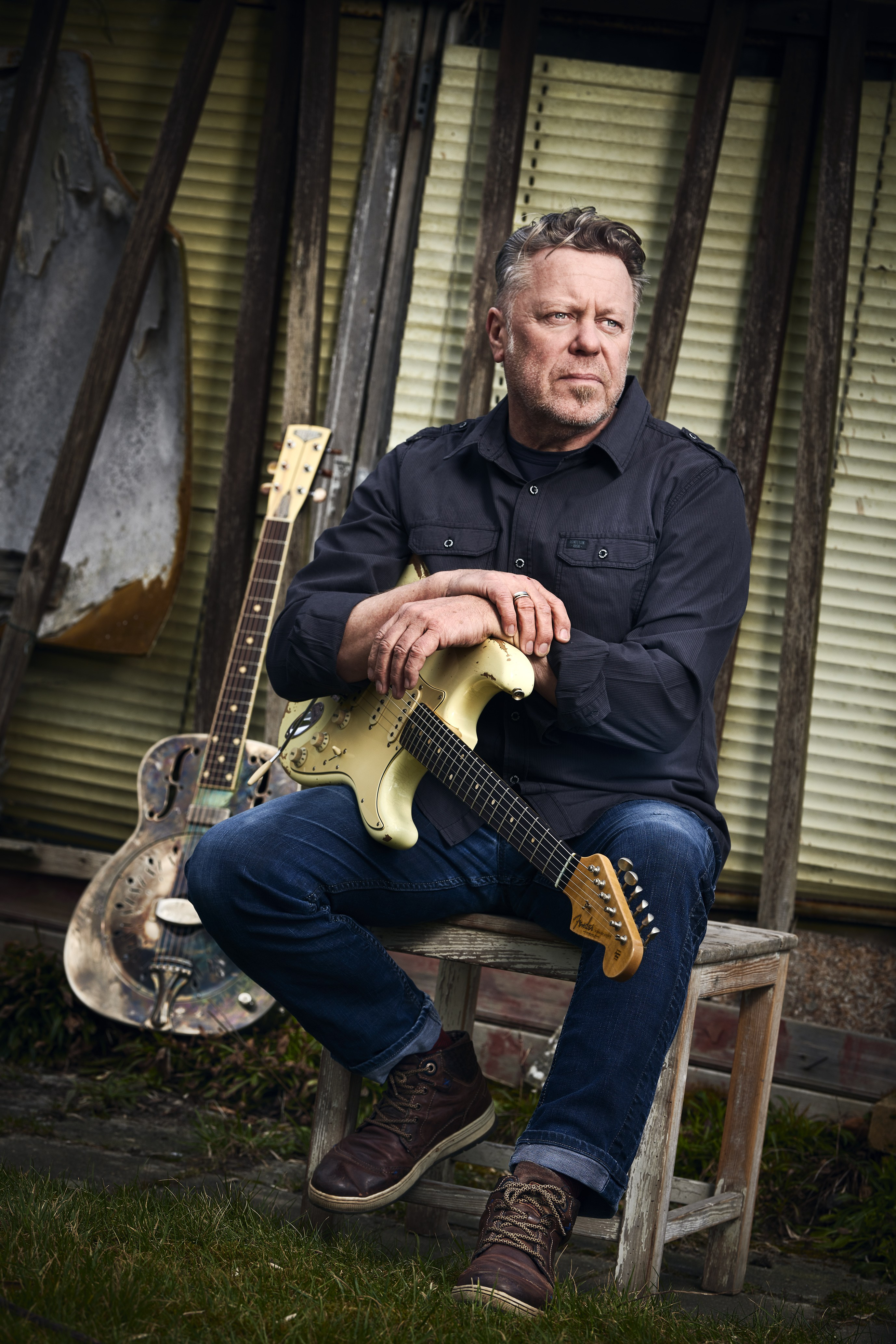
Richie Arndt (2018)

Richie Arndt (* 23. Februar 1958 in Bielefeld; mit bürgerlichem Namen Heinrich Richard Arndt) ist ein deutscher Blues- und Rockmusiker.
Bereits in früher Jugend erlernte Arndt die E-Gitarre, studierte Musikpädagogik und machte einen Abschluss beim Modellversuch Popularmusik (heute Popkurs) an der Hochschule für Musik und Theater Hamburg und studierte dort bei u. a. bei Inga Rumpf, Peter Weihe, Herbert F. Schubert und Rainer Baumann.
Nach zehn Jahren als professioneller Musiker bei der Top-40-Band Skydogs, (u. a. mit dem späteren Darsteller von Atze Schröder am Schlagzeug) beendete er seine Ausbildung zum Deutsch- und Musiklehrer. Neben seiner Anstellung als Gesamtschullehrer konnte er sich ab 1995 mit seinen Bluenatics (Frank Boestfleisch, Schlagzeug; Jens-Ulrich Handreka, Bass) Bekanntheit in der nationalen Bluesszene erspielen.
Im Jahr 2007 initiierte er Rorymania, ein CD- und Live-Projekt, das unter Mitwirkung der deutschen Bluesgitarristen Alex Conti, Henrik Freischlader und Gregor Hilden Songs der irischen Gitarrenlegende Rory Gallagher präsentierte. Im Jahr 2009 veröffentlichte er Train Stories, eine CD/Hörbuch-Kombination mit Songs und Texten rund um das Thema „Train Songs“, auf der er neben seiner Rolle als Sänger und Gitarrist auch als Erzähler zu hören ist. Nach diversen Kollaborationen und Studioarbeiten mit dem German Blues Project, Kellie Rucker u. v. a. nahm Arndt nach einer Reise an den Mississippi und die Geburtsstätten des Blues 2015 erneut ein erfolgreiches Hörbuch mit Musik-CD auf, Mississippi – Songs along the road.
Im Jahre 2015 erhielt Richie Arndt den Blues in Germany BiG Blues Award 2014 als bester Contemporary Blues Artist-Germany verliehen, im Juni 2016 gewann er bei den German Blues Awards den Preis für das beste Album 2016 für Mississippi - Songs Along the road. Im Jahr 2018 wurde er als beste Stimme (männlich) neben Inga Rumpf (für die beste weibliche Stimme) mit dem German Blues Award ausgezeichnet.
Nach der Auflösung seiner Bluenatics und Neugründung der Richie Arndt Band im Jahr 2018 nahm er mit dieser im selben Jahr an der German Blues Challenge teil und gewann. Hiernach vertrat er Deutschland im Januar 2019 bei der International Blues Challenge in Memphis, erreichte die „Semifinals“ und reihte sich in die Top 50 der „unsigned artists“ weltweit ein. Auch die im März 2019 auf den Azoren ausgetragene europäische Blues Challenge verlief erfolgreich. Im September 2022 gewann er bei den German Blues Awards den Preis in der Kategorie „Gitarre“.
Mit seinen 2018 erschienenen Alben Moments unplugged (mit Gregor Hilden) und Back to Bad (Richie Arndt & Band) war er auf Tour. Außerdem tritt er mit seiner Audiovisionsreportage mit Live-Musik über den Mississippi und dessen Mythos und Bedeutung in der amerikanischen Musikgeschichte auf. Daneben präsentiert er jährlich bei seiner Winterblues-Tour Gastmusiker wie George Kochbeck, Kellie Rucker, Lisa Mills, Kai Strauss und  andere.

## Veröffentlichungen
- All Kinds of Blue (1997, Mentalis)
- Live at the Colloseum (2000, Out of Space)
- Voodoo (2003, Peppercake/Zyx)
- Travellers (2005, Peppercake/Zyx)
- Rorymania (2007, Fuego)
- Train Stories (2009, Fuego)
- The Vineyard Sessions – Gregor Hilden, Richie Arndt & Timo Gross (2009, Fuego)
- The Vineyard Sessions II – Richie Arndt, Timo Gross & Alex Conti (2010, Fuego)
- The Blue Side of … Best of – (2010, Fuego)
- Crossing Borders – Richie Arndt, Timo Gross & Alex Conti (2011, Fuego)
- Come Home to Me – The German Blues Projekt feat. Mennana Ennaoui (2012 - Download)
- Through the Storm – The German Blues Projekt with Richie Arndt & the Bluenatics, Georg Schroeter & Marc Breitfelder (2012 Fuego)
- Live with Friends – Richie Arndt (Bluenatics, Kellie Rucker, George Kochbeck, Marlon Klein) (2012, Fuego - Download)
- At the End of the Day – Richie Arndt (with Acoustic Band / Bluenatics, Gregor Hilden, Georg Schroeter, Marc Breitfelder, Dieter Kropp, George Kochbeck, Joachim Dölker, Christiane Eiben, Annette Steinkamp) (2014, Fuego)
- Mississippi – Songs Along the Road, Richie Arndt (2015, Fuego)
- Moments Unplugged – Gregor Hilden, Richie Arndt (2018, Fuego)
- Back to Bad – Richie Arndt & Band (2018 Fuego)
- Moments 'electric' – Gregor Hilden, Richie Arndt (2019, Fuego)
- Rockin`Americana – Live – Richie Arndt Band feat. Kellie Rucker (2023, Fuego)
- Tennessee & Alabama – Songs Along the Road #2 –  (2024, Fuego)